# Chris DiDomenico
Christopher "Chris" DiDomenico, född 20 februari 1989, är en kanadensisk professionell ishockeyforward som tillhör NHL-organisationen Chicago Blackhawks och spelar för deras primära samarbetspartner Rockford IceHogs i AHL. Han har tidigare spelat för Ottawa Senators i NHL och på lägre nivåer för Syracuse Crunch, Belleville Senators och Rockford Icehogs i AHL, SCL Tigers i NLA och NLB, Toledo Walleye i ECHL, Asiago Hockey 1935 i Serie A och Saint John Sea Dogs och Voltigeurs de Drummondville i LHJMQ.
DiDomenico draftades i sjätte rundan i 2007 års draft av Toronto Maple Leafs som 37:e spelare totalt.

## Statistik
| 2004–2005      | North York Rangers          | GTHL           | 39  | 15 | 30  | 45  | 20  | —  | —  | —  | —  | —  |
|                | North York Rangers          | OPJHL          | 2   | 0  | 0   | 0   | 0   | —  | —  | —  | —  | —  |
| 2005–2006      | North York Rangers          | GTHL           | 36  | 28 | 35  | 63  | —   | —  | —  | —  | —  | —  |
|                | North York Rangers          | OPJHL          | 2   | 2  | 0   | 2   | 0   | —  | —  | —  | —  | —  |
| 2006–2007      | Saint John Sea Dogs         | LHJMQ          | 70  | 25 | 50  | 75  | 60  | —  | —  | —  | —  | —  |
| 2007–2008      | Saint John Sea Dogs         | LHJMQ          | 70  | 39 | 56  | 95  | 103 | 14 | 8  | 11 | 19 | 20 |
| 2008–2009      | Saint John Sea Dogs         | LHJMQ          | 26  | 11 | 23  | 34  | 34  | —  | —  | —  | —  | —  |
|                | Voltigeurs de Drummondville | LHJMQ          | 25  | 8  | 17  | 25  | 28  | 15 | 4  | 31 | 35 | 24 |
| 2009–2010      | Voltigeurs de Drummondville | LHJMQ          | 12  | 7  | 15  | 22  | 10  | 14 | 7  | 14 | 21 | 18 |
| 2010–2011      | Rockford Icehogs            | AHL            | 25  | 0  | 4   | 4   | 4   | —  | —  | —  | —  | —  |
|                | Toledo Walleye              | ECHL           | 37  | 9  | 16  | 25  | 31  | —  | —  | —  | —  | —  |
| 2011–2012      | Rockford Icehogs            | AHL            | 49  | 2  | 11  | 13  | 24  | —  | —  | —  | —  | —  |
|                | Toledo Walleye              | ECHL           | 17  | 4  | 13  | 17  | 14  | —  | —  | —  | —  | —  |
| 2012–2013      | Asiago Hockey 1935          | Serie A        | 37  | 22 | 38  | 60  | 82  | 15 | 11 | 31 | 42 | 34 |
| 2013–2014      | Asiago Hockey 1935          | Serie A        | 31  | 24 | 48  | 72  | 50  | —  | —  | —  | —  | —  |
|                | SCL Tigers                  | NLB            | 1   | 0  | 0   | 0   | 0   | 15 | 10 | 12 | 22 | 34 |
| 2014–2015      | SCL Tigers                  | NLB            | 43  | 25 | 38  | 63  | 75  | 19 | 7  | 28 | 35 | 52 |
| 2015–2016      | SCL Tigers                  | NLA            | 46  | 12 | 26  | 38  | 42  | 10 | 1  | 13 | 14 | 14 |
| 2016–2017      | Ottawa Senators             | NHL            | 1   | 0  | 0   | 0   | 4   | —  | —  | —  | —  | —  |
|                | SCL Tigers                  | NLA            | 10  | 28 | 38  | 30  | —   | —  | —  | —  | —  |    |
| NHL totalt     | NHL totalt                  | NHL totalt     | 1   | 0  | 0   | 0   | 4   | —  | —  | —  | —  | —  |
| AHL totalt     | AHL totalt                  | AHL totalt     | 74  | 2  | 15  | 17  | 28  | —  | —  | —  | —  | —  |
| NLA totalt     | NLA totalt                  | NLA totalt     | 94  | 22 | 54  | 76  | 72  | 10 | 1  | 13 | 14 | 18 |
| ECHL totalt    | ECHL totalt                 | ECHL totalt    | 54  | 13 | 29  | 42  | 45  | —  | —  | —  | —  | —  |
| NLB totalt     | NLB totalt                  | NLB totalt     | 44  | 25 | 38  | 63  | 75  | 34 | 17 | 40 | 57 | 86 |
| Serie A totalt | Serie A totalt              | Serie A totalt | 68  | 46 | 86  | 132 | 132 | 15 | 11 | 31 | 42 | 34 |
| LHJMQ totalt   | LHJMQ totalt                | LHJMQ totalt   | 203 | 90 | 161 | 251 | 235 | 43 | 19 | 56 | 75 | 62 |